# Сент-Клер Эрскин, Энтони, 6-й граф Росслин
Энтони Хью Фрэнсис Гарри Сент-Клер-Эрскин, 6-й граф Росслин (Anthony Hugh Francis Harry St Clair-Erskine; 18 мая 1917 — 22 ноября 1977) — британский пэр. Он носил титул учтивости — лорд Лафборо с 1929 по 1939 год. На территории его владений находится знаменитая Рослинская капелла.

## Происхождение и образование
Родился в Лондоне 18 мая 1917 года и был известен как «Тони». Старший сын достопочтенного Фрэнсиса Эдварда Скадамора Сент-Клер-Эрскина, лорда Лафборо (1892—1929), который был известен как «человек, который сорвал банк в Монте-Карло». Его матерью была Маргарет Шейла Маккеллар Чисхолм (1898—1969). Его младший брат — Питер Джордж Алекс Сент-Клер-Эрскин (1918—1939), служивший в в Королевских ВВС. Его родители развелись в 1926 году, а его мать в 1928 году вышла замуж за сэра Джона Милбэнка, 11-го баронета (1902—1947). Они также развелись, и в 1954 году она вышла замуж за великого князя Дмитрия Александровича Романова.
Он получил образование в Итонском колледже и колледже Магдалины Оксфордского университета.

## Карьера
После смерти деда 10 августа 1939 года, когда его отец умер раньше деда, Энтони стал преемником 6-го графа Росслина. Лорд Росслин был другом будущего американского президента Джона Фицджералда Кеннеди и написал ему в 1940 году, заявив:
"«Я прочитал вашу книгу и считаю ее очень хорошей. Она прекрасно написана, хотя большинство американцев не пишут красиво».
В 1950 году лорд Росслин добавил в баптистерий часовни Росслин мемориальный витраж, спроектированный Уильямом Уилсоном, посвященный его покойному брату, пилоту, погибшему на военной службе в 1939 году, и его отчиму, сэру Джону Милбэнку, 11-му баронету, скончавшийся в 1947 году от ранений, также полученных во время Второй мировой войны. Позже, в 1950-х годах, он также руководил программой работ по ремонту крыши и очистке внутренней резьбы часовни. В 1970 году лорд Росслин добавил второй витраж, спроектированный Кэрриком Уэленом на тему Святого Франциска Ассизского и посвященный его матери, супруге великого князя Дмитрия Романова, умершей в 1969 году.

## Личная жизнь
3 августа 1955 года лорд Росслин женился на Атенаис де Рошшуар де Мортемар (род. 17 апреля 1935), единственной дочери Луи Виктора де Мортемара, герцога де Вивонна (1909—1938), и мадам Мишель Валери Оливье (урожденная Соланж Мари Поль д’Аркур) (1913—2010). До развода в 1962 году у них было двое детей:
- Леди Кэролайн Сент-Клер-Эрскин (род. 7 июня 1956), в 1991 году вышедшая замуж за Майкла Фрэнсиса Мартена, сына подполковника Фрэнсиса Уильяма Мартена (старший сын вице-адмирала сэра Фрэнсиса Артура Мартена) и достопочтенной Авис Ирен Венейблс-Вернон (единственная дочь Фрэнсиса Венейблса-Вернона, 9-го барона Вернона)[3].
- Питер Сент-Клер-Эрскин, 7-й граф Росслин (род. 31 марта 1958), в 1982 году женившийся на Хелен Уоттерс[7].

Лорд Росслин скончался 22 ноября 1977 года в Мидлотиане и был похоронен в часовне Росслин в Шотландии.